# Колонтаево (Тульская область)
Колонтаево — деревня в Суворовском районе Тульской области России.
В рамках административно-территориального устройства относится к Богдановской сельской территории Суворовского района, в рамках организации местного самоуправления входит в Юго-Восточное сельское поселение.

## География
Деревня находится в западной части Тульской области, в зоне хвойно-широколиственных лесов, в пределах северной части Среднерусской возвышенности, на берегах реки Лошучки, к западу от автодороги 70Н-044, на расстоянии примерно 10 километров (по прямой) к северо-востоку от города Суворова, административного центра района.

### Климат
Климат характеризуется как умеренно континентальный, с умеренно холодной снежной зимой и тёплым летом. Средняя температура воздуха для зимнего периода — −11 — −10 °C; для летнего периода — 18 — 19 °C. Безморозный период длится в течение 145 дней. Среднегодовое количество атмосферных осадков составляет 550—600 мм, из которых большая часть выпадает в тёплый период.

### Часовой пояс
Деревня Колонтаево, как и вся Тульская область, находится в часовой зоне МСК (московское время). Смещение применяемого времени относительно UTC составляет +3:00.

## Население
| 2010 |
| ---- |
| 43   |

### Национальный состав
Согласно результатам переписи 2002 года, в национальной структуре населения русские составляли 98 % из 46 чел.